# Vipparm (maskindel)

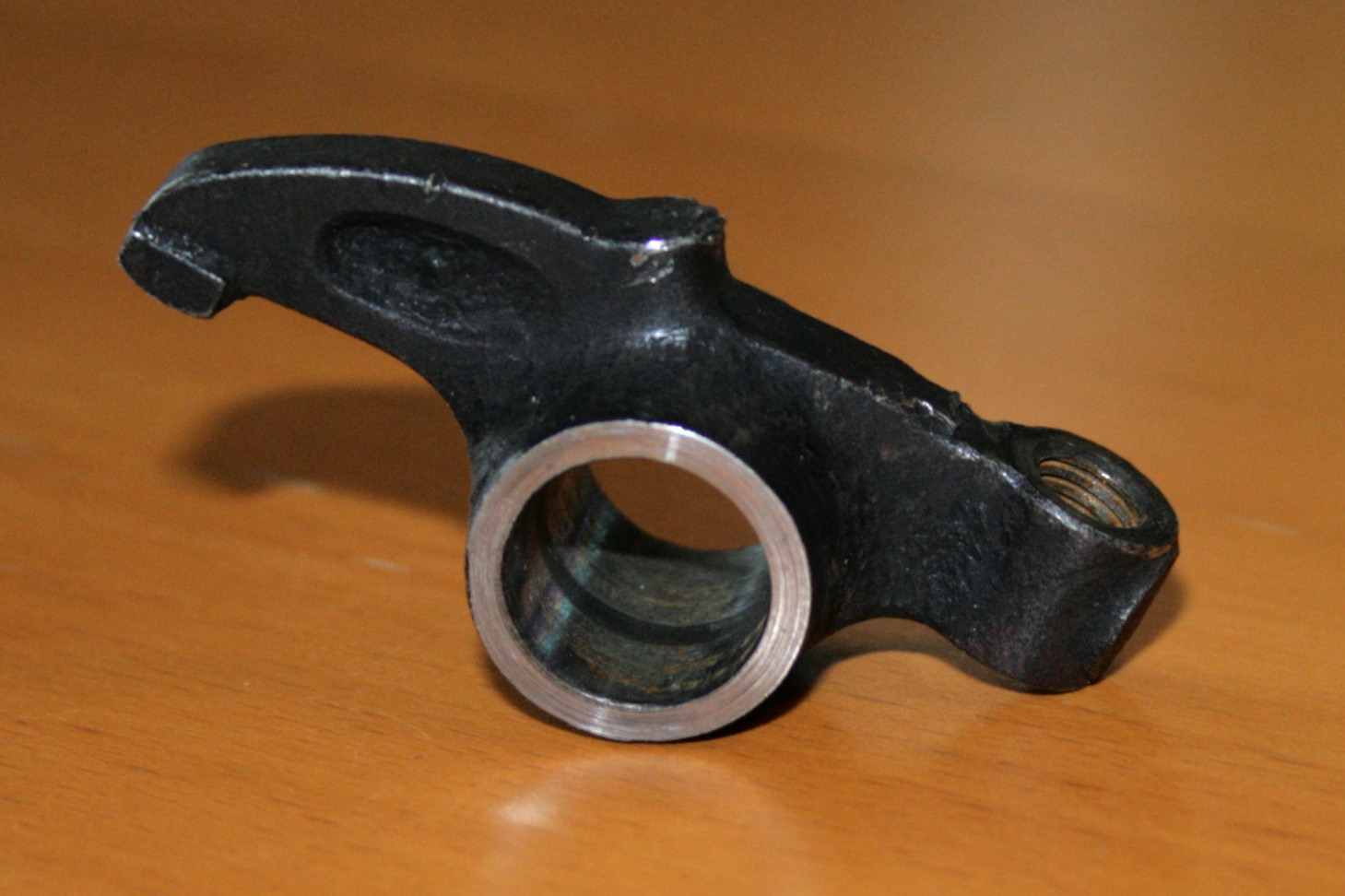
Vipparm.

En vipparm är en del i ventilmekanismen. Den står för mekanisk överföring mellan stötstång och ventil, eller kamaxel och ventil. Den kan vara gjuten eller gjord i pressad plåt.